# Anthony Wayne
‎
Anthony Wayne, ameriški general, * 1. januar 1745, Waynesboro, Pensilvanija, † 15. december 1796, Presque Isle.
Anthony Wayne, včasih znan kot "Nori Anthony", je bil znan po svojih vojaških podvigih in pogumu na bojišču, ko se je boril proti Britancem za ameriško neodvisnost. Kasneje v življenju ga je predsednik George Washington pooblastil za poveljstvo tako imenovane Legije Združenih držav Amerike, da bi zavaroval ozemlje, pridobljeno s Pariško pogodbo (1783), ki ga Britanci niso hoteli prepustiti.
Wayne se je rodil v East Town Town Townu v Pensilvaniji 1. januarja 1745. Odraščal je v družini z dolgo tradicijo vojaške službe, saj sta tako njegov oče kot dedek služila kot častnika v britanski vojski. Kot deček je bil Wayne v šoli slab učenec in so ga učitelji pogosto kaznovali zaradi njegove nagnjenosti k grobemu ravnanju in vodenju drugih fantov v igre lažnih bojev. Kljub preziru do akademikov se je Wayne kot mladenič izučil geodetske prakse, zanimanje, ki ga je delil s svojim kasnejšim prijateljem in nadrejenim častnikom Georgeom Washingtonom.
Pred ameriško revolucijo je Wayne postal politično aktiven v Pensilvaniji, kjer si je zagotovil mesto člana odbora in bil delegat v državnem zakonodajnem telesu.
Ko se je leta 1775 začela vojna za neodvisnost, je Wayne zbral polk lokalno rekrutiranih Pensilvancev in bil leta 1776 imenovan v čin polkovnika. Wayne si je hitro ustvaril sloves pogumnega, brezkompromisnega, a pogosto pretirano agresivnega vojaškega voditelja. Postal je znan po svoji sposobnosti, da je dosegel zmago kljub neštetim oviram, sloves, ki si ga je ustvaril v [[Bitka pri Monmouthu|bitki pri Monmouthu, kjer je zbral demoralizirano in oblegano skupino preživelih iz tabora Valley Forge do zmage proti elitni sili visoko izurjenih britanskih rednih vojakov.
Waynov sloves junaštva se je utrdil 15. julija 1779 v bitki pri Stony Pointu v New Yorku, ko je povedel bajonetni napad na dobro utrjeno, vzvišeno trdnjavo, ki sta jo branili dve četi britanskih grenadirjev. Čeprav je bil v napadu hudo ranjen, je Wayne svojim možem ukazal, naj ga po porazu Britancev odnesejo v sovražnikove utrdbe, da bi v primeru njegove smrti to storil kljubovalno in z veliko častjo sredi bitke.
Po koncu vojne leta 1783 se je Wayne ponovno vključil v politiko, služil je v zakonodajnem telesu Pensilvanije, kasneje pa kot kongresnik iz Georgie. Leta 1792 je Wayne zaradi finančnih težav bankrotiral, žena ga je zapustila zaradi govoric o nevestnem preprodajanju in bil odstavljen s položaja zaradi obtožb o volilnih goljufijah.
Waynovo pomilostitev je prišla v obliki povabila predsednika Washingtona, da bi vodil Legijo Združenih držav na vojaški odpravi na Severozahodno ozemlje (današnji Ohio, Indiana, Illinois, Michigan in Wisconsin), da bi izgnali Britance z ozemlja, ki so ga Združenim državam odstopili v Pariški pogodbi, a ga nato niso želeli zapustiti. Poleg tega so se plemena ameriških staroselcev v regiji uprla vsem poskusom ustanovitve naselij na Severozahodnem ozemlju in so bila odgovorna za številne napade na civiliste.
Čeprav je bila naloga podjarmljenja sovražnih plemen in zmanjšanja številnih utrjenih britanskih garnizij v regiji velika, se je Wayne lotil njene izpolnitve s svojo običajno vnemo in vodil zelo učinkovito kampanjo, ki je dosegla vrhunec s popolnim porazom ameriških staroselcev v bitki pri Fallen Timbersu leta 1794. Britanci, ki jim niso več pomagala ameriška staroselska plemena, so svoje garnizije prepustili Waynu, kar mu je omogočilo, da je takoj zavaroval ozemlje, ki je kmalu postalo zvezna država Ohio.
General Anthony Wayne je umrl 15. decembra 1796 zaradi zapletov protina. Waynova zapuščina je bila ohranjena v številnih krajih na Srednjem zahodu, vključno z okrožjem Wayne, Fort Waynom, državno univerzo Wayne in Anthony Wayne Drive v Detroitu v Michiganu, ki so bili vsi poimenovani v njegovo čast.